# Lucía, gabinete de sexología
Lucía, gabinete de sexología es una serie de historietas en color creada por Juan Álvarez y Jorge G., para el semanario satírico español "El Jueves", desde el 2003 hasta el 2011. Su página semanal solía estar compuesta de nueve viñetas ordenadas en tres filas y tres columnas. 

## Trayectoria editorial
La primera entrega de Lucía, gabinete de sexología apareció en el número 1346 de "El Jueves", viniendo a sustituir a otra serie de los mismos autores, Los Mendrugos.
Su editorial lanzó dos álbumes monográficos recopilatorios:
- 11/2004 Lucía, gabinete de sexología ((Col. Nuevos Pendones del Humor #48)
- 06/2010 ¡Orgasmos desde el diván! (Minilibros).

También se publicó en Francia con el título de Lucia Sexologue en el seno de "Fluide Glamour", de los mismos editores de "Fluide Glacial".

## Argumento
Lucía, gabinete de sexología es una serie marcadamente erótica, con escenas de sexo explícito.

Sobres de azúcar con personajes de El Jueves (Lucía, gabinete de sexología: parte inferior izquierda)

Su protagonista es Lucía, una exuberante y extrovertida sexóloga que soluciona los problemas sexuales de otras parejas (y los suyos también) con ingenio y picardía. Ella misma suele aparecer desnuda mostrando sus sinuosas curvas y manteniendo relaciones sexuales, muchas veces con sus propios pacientes.
- Datos: Q5982424